# Dániel Zsiga-Kárpát
Dániel Zsiga-Kárpát (* 1. červen 1979, Budapešť) je maďarský pravicový politik, novinář a spisovatel. Od roku 2010 poslanec Zemského shromáždění a místopředseda Hnutí za lepší Maďarsko (Jobbik).

## Biografie
Narodil se v roce 1979 v Budapešti v tehdejší Maďarské lidové republice. Vyrůstal na sídlišti, později se přestěhoval do městské části Óbuda. Během středoškolského studia vstoupil do Strany maďarské spravedlnosti a života (MIÉP). Ve stejném období vyšly jeho první články, básně a publikace. Od roku 2003 je členem Hnutí za lepší Maďarsko. V letech 1998 až 2002 studoval na anglické univerzitě University of Hertfordshire, mezi lety 2008 a 2010 na Budapesti Corvinus Egyetem v Budapešti. Hovoří anglicky, maďarsky a německy.

### Politická kariéra
- Parlamentní volby v Maďarsku 2006 — kandidoval na 24. místě na celostátní kandidátní listině koalice MIÉP - Jobbik a Harmadik Út, ale nebyl zvolen.
- Volby do Evropského parlamentu v Maďarsku 2009 — kandidoval na 6. místě za hnutí Jobbik, ale nebyl zvolen.
- Parlamentní volby v Maďarsku 2010 — kandidoval ve 4. jednomandátovém volebním obvodu hlavního města Budapešti, a zároveň na 13. místě na celostátní kandidátní listině hnutí Jobbik, ze které byl zvolen poslancem.
- Parlamentní volby v Maďarsku 2014 — kandidoval na 6. místě na celostátní kandidátní listině hnutí Jobbik, ze které byl zvolen poslancem.
- Volby do Evropského parlamentu v Maďarsku 2014 — kandidoval na 13. místě za hnutí Jobbik, ale nebyl zvolen.
- Parlamentní volby v Maďarsku 2018 — kandiduje na 6. místě na celostátní kandidátní listině hnutí Jobbik.

## Publikace
- Nagy Testvér mindent lát; Kárpátia Műhely, Budapest, 2002
- A demokrácia halála. Világválság és biztos magyar gyarapodás; Masszi, Budapest, 2003
- EU-tanázia; Kárpátia Műhely BT, Budapest, 2003
- Háborúk a vízért a XXI. században; Kárpátia Műhely, Budapest, 2004 (Gaia lázadása ciklus)
- Gének harca. Háborúk a földért a XXI. században; Kárpátia Műhely, Budapest, 2005 (Gaia lázadása ciklus)
- A civilizáció romjai. Környezeti összeomlás és kiút; Kárpátia Műhely, Budapest, 2006 (Gaia lázadása ciklus)
- Üzenet a törtésvonalról; Kárpátia Műhely, Budapest, 2013